# Setodes niveolineatus
Setodes niveolineatus är en nattsländeart som beskrevs av Douglas E. Kimmins 1962. Setodes niveolineatus ingår i släktet Setodes och familjen långhornssländor. Inga underarter finns listade i Catalogue of Life.